# Ausdecensi
Ausdecensii (usdecensii) reprezentau un trib tracic situat probabil în regiunea județului Constanța.